# Cine de Chile

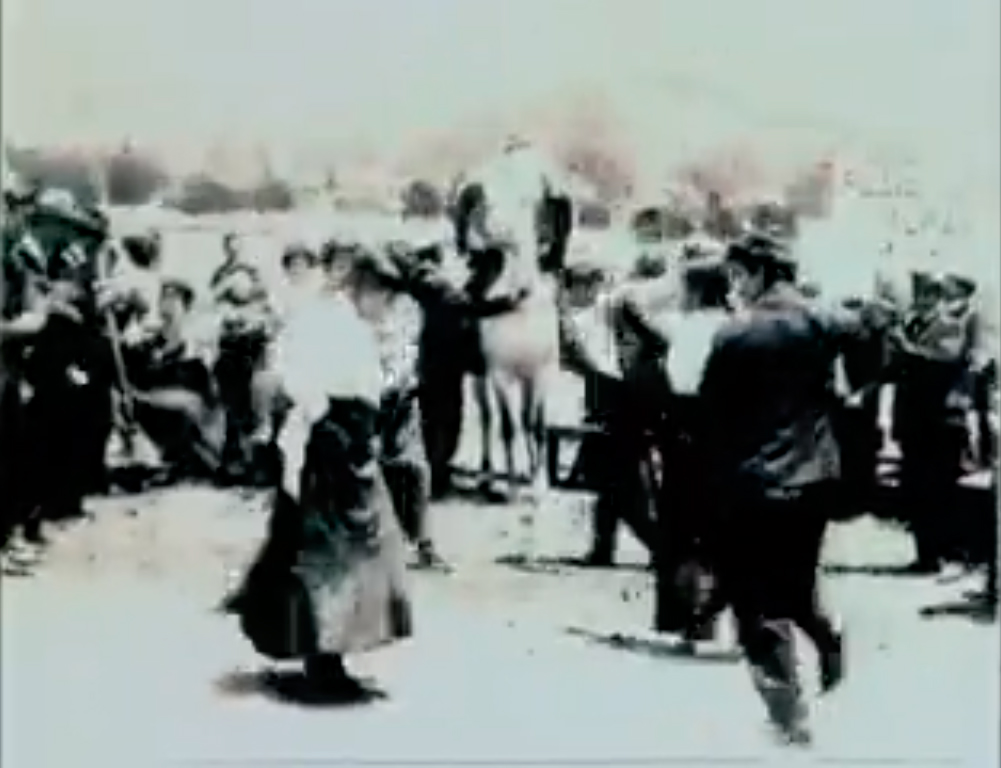
Fotograma de Un paseo a Playa Ancha (1903), el registro cinematográfico chileno más antiguo que se puede ver en la actualidad.

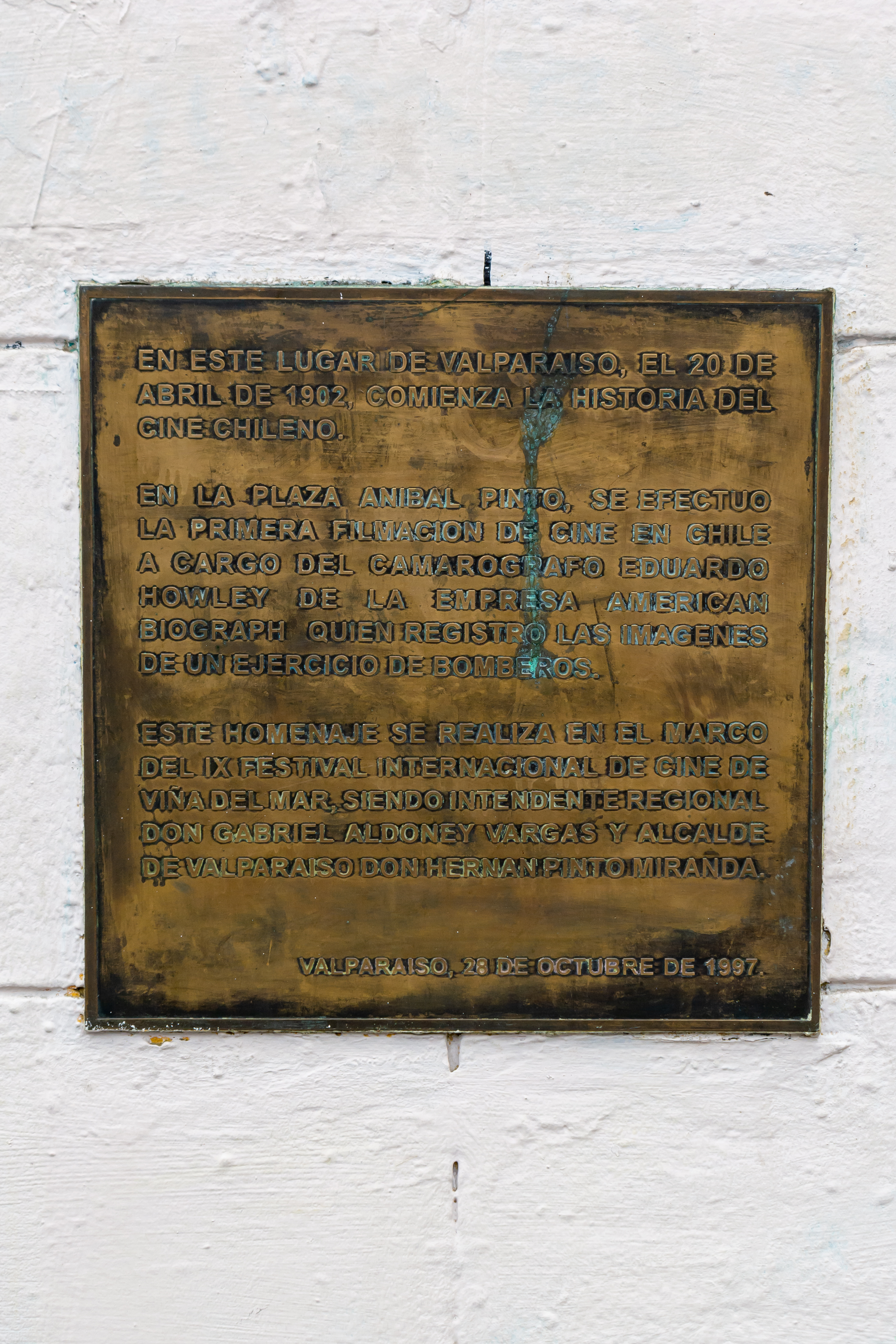
Placa conmemorativa del origen del cine chileno en la plaza Aníbal Pinto de Valparaíso

El cine de Chile tiene 127 años de historia. Se originó poco después del inicio de la cinematografía con el estreno en el salón de la Filarmónica de Iquique el 20 de mayo de 1897 del documental Una cueca en Cavancha, del director Luis Oddó Osorio, una de las primeras cintas de Chile filmadas y exhibidas en dicho país —con anterioridad, el empresario Francisco de Paula había mostrado el quinetoscopio en Santiago el 17 de febrero de 1895 y se había llevado a cabo la primera exhibición pública de las cintas de los hermanos Lumière en el teatro Unión Central de la capital chilena el 25 de agosto de 1896—.
En las décadas siguientes, marcaron hitos Ejercicio general del Cuerpo de Bomberos (1902), grabada en Valparaíso y que corresponde a la primera película completamente filmada y procesada en Chile; La baraja de la muerte (o El enigma de la calle del Lord) (1916), considerado el primer filme argumental chileno; La transmisión del mando presidencial (1920), la primera cinta animada del país; y Norte y sur (1934), la primera película sonora de Chile. La película chilena más antigua que se puede ver en la actualidad es Un paseo a Playa Ancha (1903), dirigida por el francés A. Massonnier, uno de los aprendices de los hermanos Lumière.
Durante el gobierno de Juan Antonio Ríos y bajo el alero de la Corporación de Fomento de la Producción, el decreto 2581 de 1942 del Ministerio de Justicia creó Chilefilms, con el objetivo de producir filmes tanto para el público local como para el resto de América Latina, siguiendo como modelo el estilo de los estudios de Hollywood.
Dos producciones chilenas han ganado el premio Óscar: la primera, Historia de un oso, de Gabriel Osorio, ganó el Óscar al mejor cortometraje animado en 2016; la segunda, Una mujer fantástica, de Sebastián Lelio, ganó el Óscar a la mejor película internacional en 2018. Además, el cine chileno ha cosechado numerosos premios internacionales, entre ellos seis Premios Goya a la mejor película iberoamericana, tres Premios Ariel a la mejor película iberoamericana, dos Premios Cóndor de Plata a la mejor película iberoamericana, dos Premios Platino a la mejor película iberoamericana de ficción, el Festival Internacional de Cine de San Sebastián y el Festival Internacional del Nuevo Cine Latinoamericano de La Habana, entre otros.
Aunque el «Día nacional del Cine» es el 21 de junio, la industria lo ha trasladado al primer martes de octubre.

## Películas

### Calificación cinematográfica
En Chile, la calificación del material cinematográfico destinado a la comercialización, distribución y exhibición pública está a cargo del Consejo de Calificación Cinematográfica (CCC), creado mediante la ley 19846 de 2003. En sus artículos 10.º y 11.º, dicha ley señala la siguiente calificación:
- TE: Todo espectador.
  - TE+7: Todo espectador, inconveniente para menores de 7 años.
- 14: Mayores de 14 años.
- 18: Mayores de 18 años.
  - 18/P: Mayores de 18 años, pornografía.
  - 18/V: Mayores de 18 años, violencia excesiva.

### Asistencia
Según un informe preparado por el CNCA y el INE, en 2011 se produjo un incremento del 17,7 % en la asistencia a las salas de cines en Chile con respecto al año anterior, totalizando 17 320 697 espectadores. De acuerdo a la información recopilada, se produjo un incremento del 163,9 % en la asistencia al cine chileno, pasando de 345 662 espectadores en 2010 a 912 332 en 2011.
Los cinco filmes nacionales más vistos en Chile han sido: Stefan v/s Kramer (2012), con 2 070 465 espectadores, Sin filtro (2016), con 1 047 000; Sexo con amor (2003), con 990 572; El chacotero sentimental (1999), con 801 393; y El ciudadano Kramer (2013), con 702 685.

## Actores y actrices
Debido a sus desempeños actorales, Gloria Münchmeyer se adjudicó la Copa Volpi del Festival Internacional de Cine de Venecia por su interpretación en La luna en el espejo (1990), mientras que a Paulina García se le otorgó el Oso de Plata del Festival Internacional de Cine de Berlín por su papel protagónico en Gloria (2013).

## Directores
Entre los directores de cine, han sobresalido Silvio Caiozzi, ganador del premio a la mejor dirección en el Festival Internacional de Cine de Montreal por Coronación (2000) y del Gran Premio de las Américas en el mismo festival por ...Y de pronto el amanecer (2017); Aldo Francia, Sebastián Alarcón ganador del premio del jurado en el Festival Internacional de Cine de Moscú por Noche sobre Chile (1977), Patricio Guzmán, ganador del Oso de Plata al mejor guion en la Berlinale por El botón de nácar (2015); Miguel Littín, dos veces nominado al Óscar a la mejor película extranjera; Lautaro Murúa, Raúl Ruiz, considerado el cineasta chileno más reconocido de la historia; Sebastián Silva, ganador del premio a la mejor dirección en el Festival de Cine de Sundance por Crystal Fairy (2013); Helvio Soto, Alejandro Jodorowsky, Dominga Sotomayor, ganadora del premio a la mejor dirección en el Festival Internacional de Cine de Locarno —la primera mujer en lograrlo— por Tarde para morir joven (2017); Maite Alberdi, nominada al Óscar al mejor largometraje documental por El agente topo, y Vanessa Schwartz, nominada al Óscar al mejor cortometraje animado por The Janitor (1994), entre otros.
Entre los directores de fotografía, destaca Claudio Miranda, nominado al Óscar a la mejor fotografía por El curioso caso de Benjamin Button (2008) y ganador en la misma categoría por Life of Pi (2012).

## Festivales
Entre los festivales de cine llevados a cabo en Chile, se cuentan:
- Festival de Cine de La Serena
- Festival de Cine Documental de Chiloé
- Festival Internacional Antofacine
- Festival Internacional de Cine de Lebu
- Festival Internacional de Cine de Valdivia
- Festival Internacional de Cine de Valparaíso
- Festival Internacional de Cine de Viña del Mar
- Santiago Festival Internacional de Cine

## Premios y nominaciones
A partir de 2020, la Academia de Cine de Chile ha sido la encargada de determinar las películas que representan al país en los Premios Óscar (Estados Unidos), Premios Goya (España) y Premios Ariel (México); además, se ocupa de organizar la entrega de premios de la cinematografía local, conocidos como Premio Pedro Sienna.
En cuanto a premios en festivales de cine, Tres tristes tigres (1968) ganó el Leopardo de Oro del Festival Internacional de Cine de Locarno; Taxi para tres (2001), la Concha de Oro del Festival Internacional de Cine de San Sebastián; e ...Y de pronto el amanecer (2017), el Gran Premio de las Américas del Festival Internacional de Cine de Montreal. Además, La nana (2009) y Violeta se fue a los cielos (2011) obtuvieron el Premio del Jurado del Cine Mundial a la mejor película dramática del Festival de Cine de Sundance, y El club (2015) recibió el Oso de Plata del Gran Premio del Jurado de la Berlinale.
Esta es una lista de los galardones y las nominaciones internacionales del cine chileno: 

### Premios Óscar (1928)
| Año         | Filme                | Dirección                                           | Categoría                               | Resultado |
| (ceremonia) | Filme                | Dirección                                           | Categoría                               | Resultado |
| ----------- | -------------------- | --------------------------------------------------- | --------------------------------------- | --------- |
| 2012 (85.ª) | No                   | Pablo Larraín                                       | Mejor largometraje internacional (1956) | Nominada  |
| 2015 (88.ª) | Historia de un oso   | Gabriel Osorio (y Patricio Escala, productor)       | Mejor cortometraje animado (1931)       | Ganadora  |
| 2017 (90.ª) | Una mujer fantástica | Sebastián Lelio                                     | Mejor largometraje internacional (1956) | Ganadora  |
| 2020 (93.ª) | El agente topo       | Maite Alberdi (y Marcela Santibáñez, productora)    | Mejor largometraje documental (1943)    | Nominada  |
| 2021 (94.ª) | Bestia               | Hugo Covarrubias (y Tevo Díaz, productor ejecutivo) | Mejor cortometraje animado (1931)       | Nominada  |
| 2023 (96.ª) | La memoria infinita  | Maite Alberdi                                       | Mejor largometraje documental (1943)    | Nominada  |
| 2023 (96.ª) | El conde             | Edward Lachman (director de fotografía)             | Mejor fotografía (1928)                 | Nominada  |

### Premios Cóndor de Plata (1943)
| Ceremonia     | Filme (año)                        | Dirección       | Categoría                            | Resultado |
| Edición (año) | Filme (año)                        | Dirección       | Categoría                            | Resultado |
| ------------- | ---------------------------------- | --------------- | ------------------------------------ | --------- |
| 54.ª (2006)   | Cachimba (2004)                    | Silvio Caiozzi  | Mejor película iberoamericana (2005) | Nominada  |
| 55.ª (2007)   | Mi mejor enemigo (2005)            | Alex Bowen      | Mejor película iberoamericana (2005) | Nominada  |
| 60.ª (2012)   | Violeta se fue a los cielos (2011) | Andrés Wood     | Mejor película iberoamericana (2005) | Nominada  |
| 63.ª (2015)   | Soy mucho mejor que voh (2013)     | Che Sandoval    | Mejor película iberoamericana (2005) | Nominada  |
| 64.ª (2016)   | Gloria (2013)                      | Sebastián Lelio | Mejor película iberoamericana (2005) | Ganadora  |
| 64.ª (2016)   | La memoria del agua (2015)         | Matías Bize     | Mejor película iberoamericana (2005) | Nominada  |
| 65.ª (2017)   | Rara (2016)                        | Pepa San Martín | Mejor película iberoamericana (2005) | Nominada  |
| 66.ª (2018)   | Los perros (2017)                  | Marcela Said    | Mejor película iberoamericana (2005) | Nominada  |
| 67.ª (2019)   | Dry Martina (2018)                 | Che Sandoval    | Mejor película iberoamericana (2005) | Nominada  |
| 67.ª (2019)   | Una mujer fantástica (2017)        | Sebastián Lelio | Mejor película iberoamericana (2005) | Nominada  |
| 69.ª (2021)   | Nadie sabe que estoy aquí (2020)   | Gaspar Antillo  | Mejor película iberoamericana (2005) | Nominada  |
| 70.ª (2022)   | El agente topo (2020)              | Maite Alberdi   | Mejor película iberoamericana (2005) | Ganadora  |
| 70.ª (2022)   | Distancia de rescate (2021)        | Claudia Llosa   | Mejor película iberoamericana (2005) | Nominada  |

### Premios Globo de Oro (1944)
| Ceremonia     | Filme (año)                 | Dirección       | Categoría                                  | Resultado |
| Edición (año) | Filme (año)                 | Dirección       | Categoría                                  | Resultado |
| ------------- | --------------------------- | --------------- | ------------------------------------------ | --------- |
| 67.ª (2010)   | La nana (2009)              | Sebastián Silva | Mejor película en lengua no inglesa (1949) | Nominada  |
| 73.ª (2016)   | El club (2015)              | Pablo Larraín   | Mejor película en lengua no inglesa (1949) | Nominada  |
| 74.ª (2017)   | Neruda (2016)               | Pablo Larraín   | Mejor película en lengua no inglesa (1949) | Nominada  |
| 75.ª (2018)   | Una mujer fantástica (2017) | Sebastián Lelio | Mejor película en lengua no inglesa (1949) | Nominada  |

### Premios Ariel (1947)
| Ceremonia     | Filme (año)                           | Dirección            | Categoría                            | Resultado |
| Edición (año) | Filme (año)                           | Dirección            | Categoría                            | Resultado |
| ------------- | ------------------------------------- | -------------------- | ------------------------------------ | --------- |
| 44.ª (2002)   | Taxi para tres (2001)                 | Orlando Lübbert      | Mejor película iberoamericana (2000) | Nominada  |
| 47.ª (2005)   | Machuca (2004)                        | Andrés Wood          | Mejor película iberoamericana (2000) | Nominada  |
| 48.ª (2006)   | Play (2005)                           | Alicia Scherson      | Mejor película iberoamericana (2000) | Nominada  |
| 49.ª (2007)   | En la cama (2005)                     | Matías Bize          | Mejor película iberoamericana (2000) | Nominada  |
| 51.ª (2009)   | Tony Manero (2008)                    | Pablo Larraín        | Mejor película iberoamericana (2000) | Nominada  |
| 52.ª (2010)   | La nana (2009)                        | Sebastián Silva      | Mejor película iberoamericana (2000) | Nominada  |
| 54.ª (2012)   | Violeta se fue a los cielos (2011)    | Andrés Wood          | Mejor película iberoamericana (2000) | Nominada  |
| 55.ª (2013)   | No (2012)                             | Pablo Larraín        | Mejor película iberoamericana (2000) | Nominada  |
| 56.ª (2014)   | Gloria (2013)                         | Sebastián Lelio      | Mejor película iberoamericana (2000) | Ganadora  |
| 58.ª (2016)   | El club (2015)                        | Pablo Larraín        | Mejor película iberoamericana (2000) | Nominada  |
| 60.ª (2018)   | Una mujer fantástica (2017)           | Sebastián Lelio      | Mejor película iberoamericana (2000) | Ganadora  |
| 63.ª (2021)   | El agente topo (2020)                 | Maite Alberdi        | Mejor película iberoamericana (2000) | Ganadora  |
| 64.ª (2022)   | Mis hermanos sueñan despiertos (2022) | Claudia Huaiquimilla | Mejor película iberoamericana (2000) | Nominada  |
| 65.ª (2023)   | 1976 (2022)                           | Manuela Martelli     | Mejor película iberoamericana (2000) | Nominada  |
| 66.ª (2024)   | Los colonos (2023)                    | Felipe Gálvez        | Mejor película iberoamericana (2000) | Nominada  |

### Premios Independent Spirit (1986)
| Ceremonia     | Filme (año)                 | Dirección       | Categoría                        | Resultado |
| Edición (año) | Filme (año)                 | Dirección       | Categoría                        | Resultado |
| ------------- | --------------------------- | --------------- | -------------------------------- | --------- |
| 25.ª (2010)   | La nana (2009)              | Sebastián Silva | Mejor película extranjera (1986) | Nominada  |
| 29.ª (2014)   | Gloria (2013)               | Sebastián Lelio | Mejor película extranjera (1986) | Nominada  |
| 33.ª (2018)   | Una mujer fantástica (2017) | Sebastián Lelio | Mejor película extranjera (1986) | Ganadora  |
| 36.ª (2021)   | El agente topo (2020)       | Maite Alberdi   | Mejor documental (2000)          | Nominada  |

### Premios Goya (1986)
| Año         | Filme                       | Dirección            | Categoría                            | Resultado |
| (ceremonia) | Filme                       | Dirección            | Categoría                            | Resultado |
| ----------- | --------------------------- | -------------------- | ------------------------------------ | --------- |
| 1990 (5.ª)  | Caluga o menta              | Gonzalo Justiniano   | Mejor película iberoamericana (1986) | Nominada  |
| 1991 (6.ª)  | La frontera                 | Ricardo Larraín      | Mejor película iberoamericana (1986) | Ganadora  |
| 1993 (8.ª)  | Johnny cien pesos           | Gustavo Graef Marino | Mejor película iberoamericana (1986) | Nominada  |
| 2001 (16.ª) | Taxi para tres              | Orlando Lübbert      | Mejor película iberoamericana (1986) | Nominada  |
| 2004 (19.ª) | Machuca                     | Andrés Wood          | Mejor película iberoamericana (1986) | Nominada  |
| 2005 (20.ª) | Mi mejor enemigo            | Alex Bowen           | Mejor película iberoamericana (1986) | Nominada  |
| 2006 (21.ª) | En la cama                  | Matías Bize          | Mejor película iberoamericana (1986) | Nominada  |
| 2007 (22.ª) | Padre nuestro               | Rodrigo Sepúlveda    | Mejor película iberoamericana (1986) | Nominada  |
| 2008 (23.ª) | La buena vida               | Andrés Wood          | Mejor película iberoamericana (1986) | Ganadora  |
| 2009 (24.ª) | Dawson. Isla 10             | Miguel Littín        | Mejor película iberoamericana (1986) | Nominada  |
| 2010 (25.ª) | La vida de los peces        | Matías Bize          | Mejor película iberoamericana (1986) | Ganadora  |
| 2011 (26.ª) | Violeta se fue a los cielos | Andrés Wood          | Mejor película iberoamericana (1986) | Nominada  |
| 2013 (28.ª) | Gloria                      | Sebastián Lelio      | Mejor película iberoamericana (1986) | Nominada  |
| 2015 (30.ª) | La once                     | Maite Alberdi        | Mejor película iberoamericana (1986) | Nominada  |
| 2017 (32.ª) | Una mujer fantástica        | Sebastián Lelio      | Mejor película iberoamericana (1986) | Ganadora  |
| 2018 (33.ª) | Los perros                  | Marcela Said         | Mejor película iberoamericana (1986) | Nominada  |
| 2019 (34.ª) | Araña                       | Andrés Wood          | Mejor película iberoamericana (1986) | Nominada  |
| 2020 (35.ª) | El agente topo              | Maite Alberdi        | Mejor película iberoamericana (1986) | Nominada  |
| 2021 (36.ª) | La cordillera de los sueños | Patricio Guzmán      | Mejor película iberoamericana (1986) | Ganadora  |
| 2022 (37.ª) | 1976                        | Manuela Martelli     | Mejor película iberoamericana (1986) | Nominada  |
| 2023 (38.ª) | La memoria infinita         | Maite Alberdi        | Mejor película iberoamericana (1986) | Ganadora  |

### Premios Platino (2014)
| Ceremonia     | Filme (año)                 | Dirección       | Categoría                                       | Resultado |
| Edición (año) | Filme (año)                 | Dirección       | Categoría                                       | Resultado |
| ------------- | --------------------------- | --------------- | ----------------------------------------------- | --------- |
| 1.ª (2014)    | Gloria (2013)               | Sebastián Lelio | Mejor película iberoamericana de ficción (2014) | Ganadora  |
| 3.ª (2016)    | El club (2015)              | Pablo Larraín   | Mejor película iberoamericana de ficción (2014) | Nominada  |
| 4.ª (2017)    | Neruda (2016)               | Pablo Larraín   | Mejor película iberoamericana de ficción (2014) | Nominada  |
| 5.ª (2018)    | Una mujer fantástica (2017) | Sebastián Lelio | Mejor película iberoamericana de ficción (2014) | Ganadora  |
| 8.ª (2021)    | El agente topo (2020)       | Maite Alberdi   | Mejor película documental (2014)                | Ganadora  |
| 8.ª (2021)    | El agente topo (2020)       | Maite Alberdi   | Cine y educación en valores (2017)              | Ganadora  |

### Premios Fénix (2014-2018)
| Ceremonia     | Filme (año)                 | Dirección       | Categoría                            | Resultado |
| Edición (año) | Filme (año)                 | Dirección       | Categoría                            | Resultado |
| ------------- | --------------------------- | --------------- | ------------------------------------ | --------- |
| 2.ª (2015)    | El club (2015)              | Pablo Larraín   | Mejor largometraje de ficción (2014) | Ganadora  |
| 3.ª (2016)    | Neruda (2016)               | Pablo Larraín   | Mejor largometraje de ficción (2014) | Ganadora  |
| 4.ª (2017)    | Una mujer fantástica (2017) | Sebastián Lelio | Mejor largometraje de ficción (2014) | Ganadora  |